# Cathédrale de l'Épiphanie d'Irkoutsk
Cette  cathédrale n’est pas la seule cathédrale de l'Épiphanie.
La cathédrale de l'Épiphanie ou cathédrale de la Théophanie (en russe : Богоявле́нский Собо́р, Собо́р явле́ния Госпо́дня) est un édifice religieux orthodoxe, situé dans la ville d'Irkoutsk dans le centre historique, rue Souke-Batora, sur le quai de l'Angara. 
Elle date des XVIIIe et XIXe siècles. C'est la seconde église en pierre d'Irkoutsk par son ancienneté. Elle se rattache au baroque sibérien par son style. 

## Histoire

### AuxXVIIe—XVIIIesiècle
La cathédrale a été fondée en 1693. Elle se situe du côté est de l'enceinte de l'ancien kremlin de la ville. C'était, au début, une église en bois appelée « église Petropavlosk ». Ce nom lui vient d'une des tours de l'enceinte du kremlin. Ce bâtiment en bois a été détruit lors de l'incendie de 1716.
Deux ans plus tard, la reconstruction de l'église est décidée mais cette fois en brique. Ce sont les citoyens de la ville et les visiteurs qui offrirent l'argent et les objets de valeurs qui permirent cette reconstruction. Six ans après la pose de la première pierre, le premier bâtiment est ouvert : la chapelle des saints apôtres Pierre et Paul 
En 1727, quand l'éparchie d'Irkoutsk et d'Angara sont séparées de celle de Tobolsk et de Tioumen, la construction se poursuit. 
Le clocher est achevé en 1729, et le 22 juillet de cette même année est consacrée une chapelle dédiée à Jean le Guerrier qui exista jusqu'en 1818. 
À l'époque du grand tremblement de terre du Sud Baïkal, le 27 juin 1742, la croix du somment tombe sur une des petites coupoles et détruit le clocher en pierre. La consécration solennelle de la cathédrale a lieu le 25 septembre de l'année 1746.
En 1755 débute la construction d'une enceinte en pierre autour de l'église. Dans les années 1760 sont ajoutées trois chapelles : une au nom de Notre-Dame de Kazan au sud, une au nom de Jean le Baptiste et une au nom de tous les saints au Nord. En 1771 eut lieu l'inhumation de saint Sofroni d'Irkoutsk dans la cathédrale.

### AuXIXesiècle
Dans la nuit du 23 au 24 avril 1804, se produit une tremblement de terre. La croix du sommet tombe sur un des dômes et l'endommage si bien qu'il faut l'enlever.
En septembre 1812 est construit un second clocher. Sa cloche pèse plus de 12 tonnes. C'est la plus grosse de la ville ce qui lui vaut le nom de Bolchoï (Grande). Le 30 mars 1815, on la place dans le nouveau clocher de style russe néo-classique.
Les 30 et 31 décembre 1861, un nouveau tremblement de terre ébranle la ville d'Irkoutsk. La cathédrale est à nouveau endommagée : les voûtes sont atteintes, quelques arcades sont détruites, des croisées s'effondrent et à l'iconostase de Pierre et Paul deux colonnes sont ébranlées. 
Dans la seconde moitié du XIXe siècle est construite une hôtellerie pour le monastère à côté de la cathédrale où sont installés également les bureaux de l'éparchie. Puis s'installent là le consistoire, la bibliothèque orthodoxe, une école religieuse. C'est là que sont inhumés plusieurs évêques de l'éparchie.  

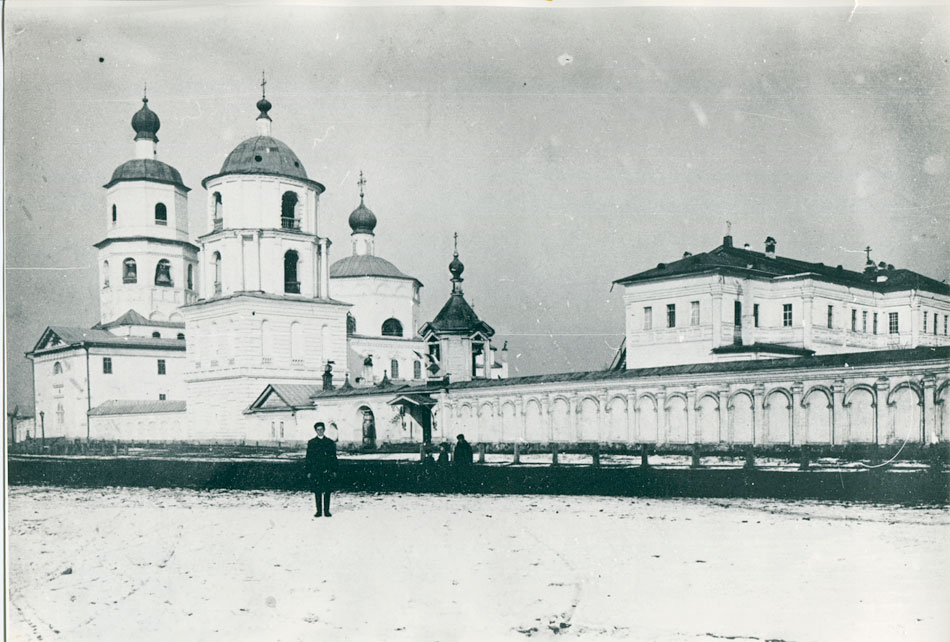
La cathédrale au début du XXe siècle.

En 1894 est construite la cathédrale de Kazan d'Irkoutsk et le siège de l'éparchie est déplacé vers cette dernière en lieu et place de la cathédrale de l'Épiphanie. La cathédrale de Kazan d'Irkoutsk est détruite en août 1932 par le pouvoir soviétique et en 1938 est construit à son emplacement la Maison des soviets.

### Époque soviétique
Après la révolution d'Octobre en 1917, la cathédrale est fermée aux croyants. Dans ses bâtiments sont installés un magasin de pâtisserie et une boulangerie. L'édifice a connu plusieurs fois des modifications pour les besoins de ces installations. L'intérieur est divisé à la même époque en plusieurs étages dont l'un comme logement social.
En 1960, on a voulu détruire et la cathédrale de l'Épiphanie et l'église du Christ-Sauveur (ru). Pour la signature des permis de démolition l'architecte Galina Oranskaïa arrive de Moscou. Mais au lieu de décider de les détruire elle prend les dispositions nécessaires à leur restauration. En même temps, la cathédrale se voit attribuer le statut de monument de valeur nationale à protéger en Russie. Le clocher est reconstruit dans sa forme primitive d'avant le tremblement de terre du XVIIIe siècle. C'est Galina Oranskaïa qui établit elle-même ce projet de reconstruction à l'identique. 
En 1968 les restes de la boulangerie installée dans la cathédrale sont supprimés et la restauration commence. Elle se poursuit durant 18 ans. Après quoi, l'église est confiée au musée régional de l'oblast d'Irkoutsk.

### Époque contemporaine
En 1994, la cathédrale de l'Épiphanie a été transférée à l'éparchie d'Irkoutsk et d'Angarska qui rapidement organisa des services religieux dans la chapelle Saints-Pierre-et-Paul.
En 2002, les abords de l'autel ont été repeints.

## Galerie

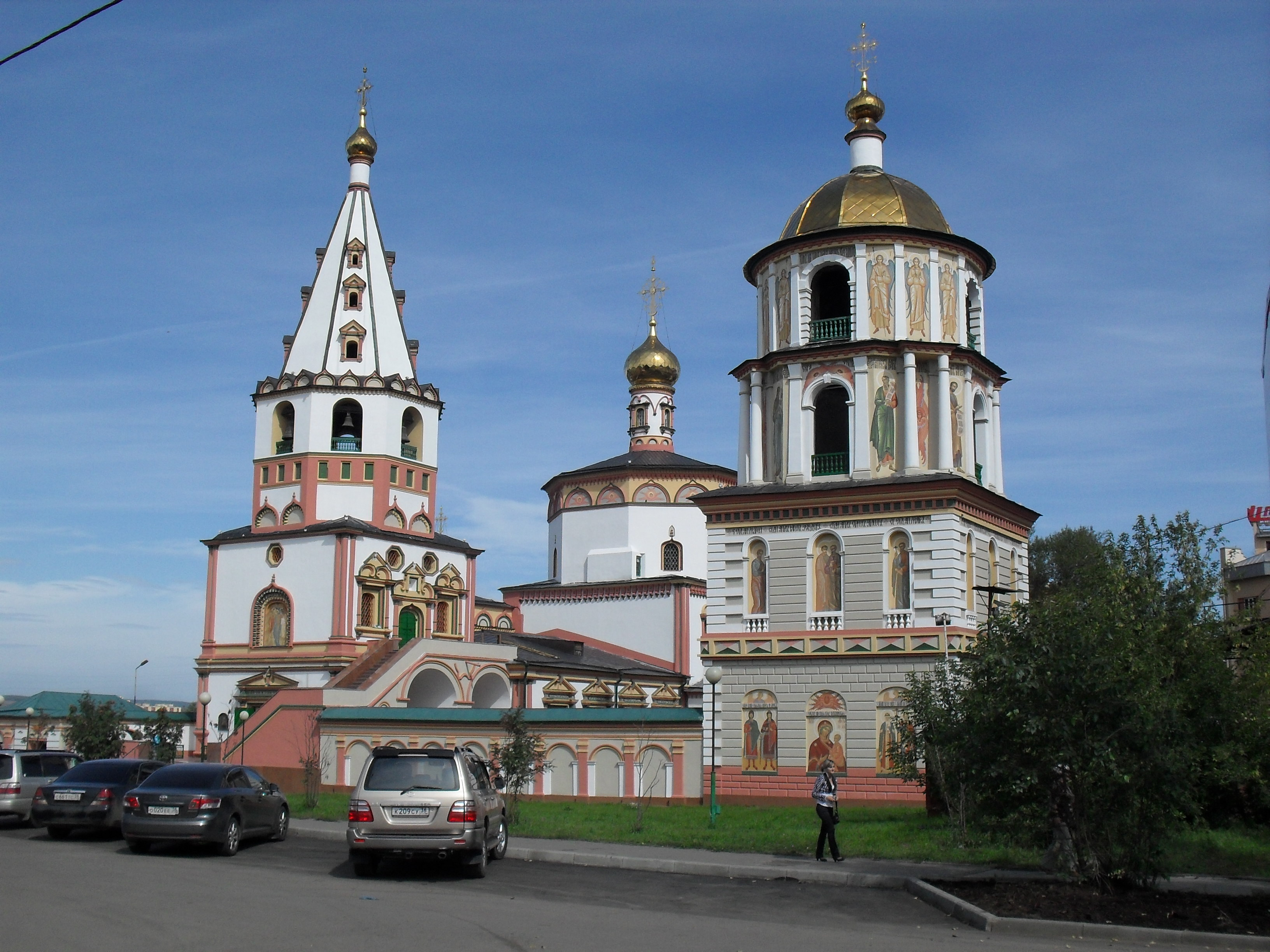
Cathédrale de l'Épiphanie à Irkoutsk.
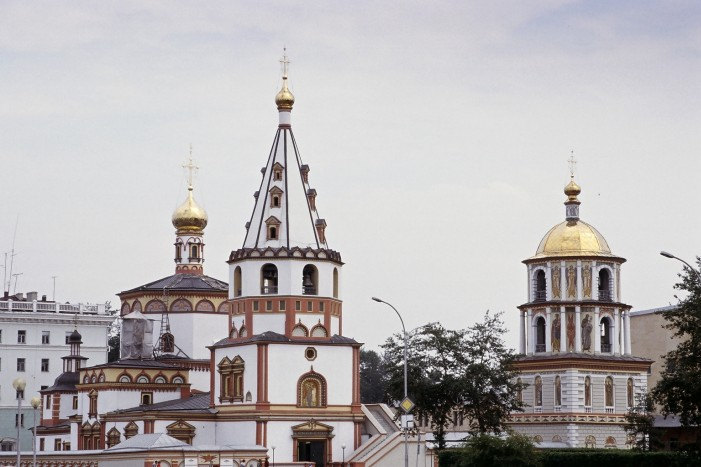
Vue générale depuis le pont pour piétons.
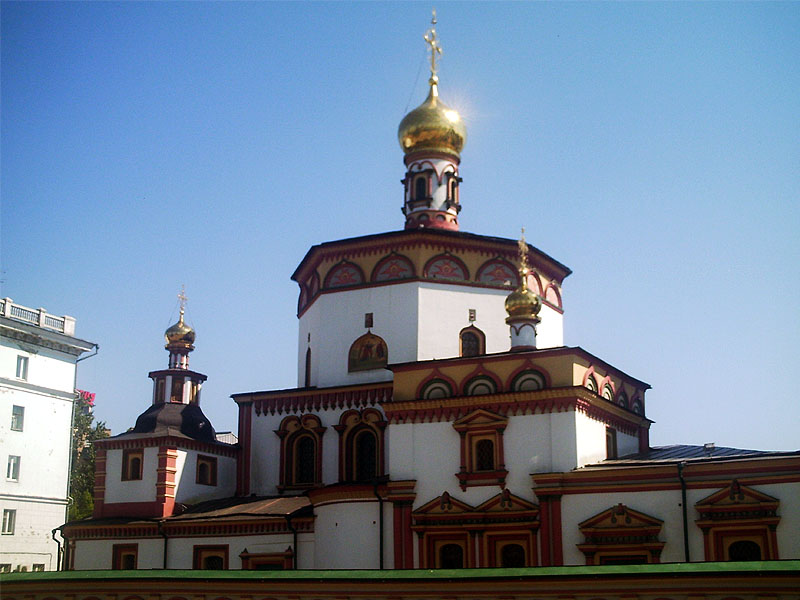
Chapelle principale.
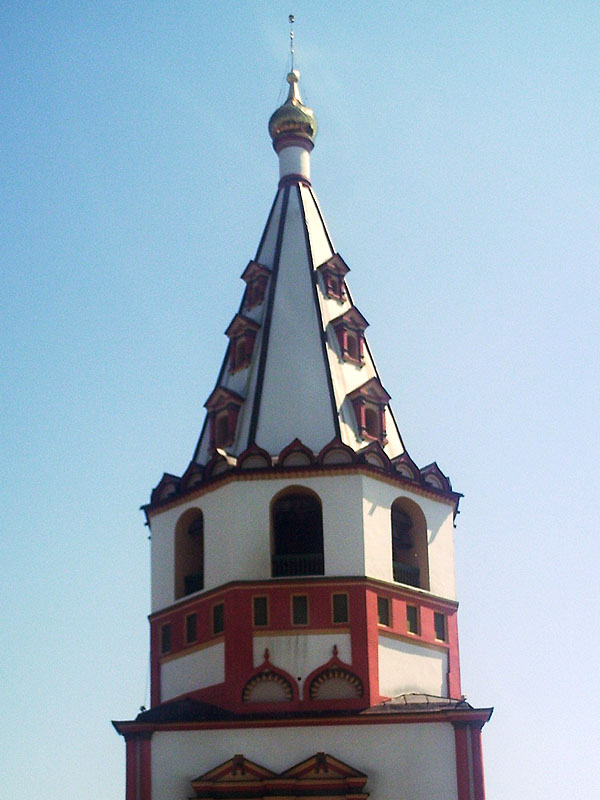
Clocher.
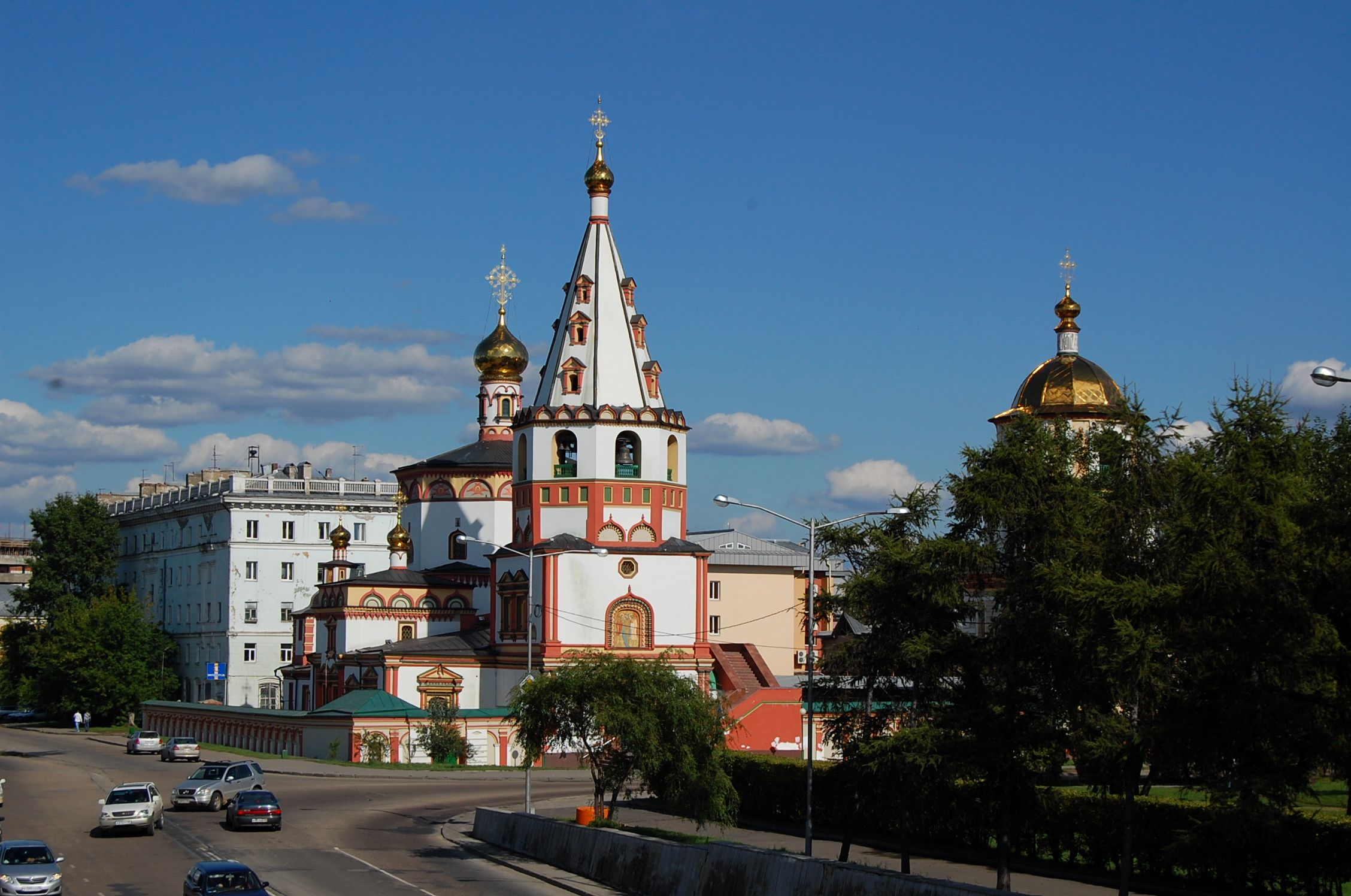
Vue de la cathédrale et du petit pont.